# سد گمال زم
سد گمال زم (به انگلیسی: Gomal Zam Dam) یک سد وزنی در پاکستان است که در وزیرستان جنوبی واقع شده است.